# Æble (bebyggelse)
 For alternative betydninger, se Æble (flertydig). (Se også artikler, som begynder med Æble)
Æble er en lille bebyggelse i den nordlige del af Ørbæk Sogn (Vindinge Herred), ca. 1 kilometer øst for Refsvindinge. I landsbyen ligger Æblegården, der hører under Ørbæklunde og vandmøllen Æble Mølle ved Ørbæk Å.
Æble ligger i Nyborg Kommune og hører til Region Syddanmark.
|  | Denne artikel om lokaliteten Æble (bebyggelse) kan blive bedre, hvis der indsættes et (bedre) billede. Du kan hjælpe ved at afsøge Wikimedia Commons for et passende billede eller lægge et op på Wikimedia Commons med en af de tilladte licenser og indsætte det i artiklen. |

55°16′29″N 10°41′54″Ø / 55.27476°N 10.69831°Ø